# Primadonna
 Denne artikel omhandler primadonna i hovedbetydningen sanger. Opslagsordet har også en anden betydning, se Prima Donna (ost).
Primadonna (italiensk for "førstedame") er en betegnelse, der oprindeligt blev brugt om den ledende kvindelige operasanger i et operaensemble. Primadonnaen var typisk en sopran, der fik hovedrollerne i operaensemblets opsætninger. Primadonnaer blev ofte anset for at være egoistiske, urimelige og irritable personer med meget høje tanker om sig selv. Derfor anvendes udtrykket primadonna ofte i overført betydning om en temperamentsfuld, forfængelig, selvoptaget eller selvhøjtidelig person, der forventer at andre gør hende tjenster og ikke tåler kritik. I denne betydning af ordet anvendes desuden udtrykket primadonnanykker.
Den oprindelige betydning af primadonna er i dag næsten synonymt med ordet diva, der bruges om en sangerinde med stjernestatus, for eksempel brugt om Maria Callas eller Cristiano Ronaldo.
Prima donna er desuden titlen på en sang fra Andrew Lloyd Webbers musical The Phantom of the Opera. Sangen refererer til musicalens temperamentsfulde karakter Carlotta Giudicelli.